# Jondogwan
Jondogwan (Olivträdsrörelsen) var en nyreligiös sydkoreansk sekt, bildad 1955 av en presbyteriansk äldste, Tae Sun Park.
Park uteslöts året därpå ur den presbyterianska kyrkan för heresi och hans rörelse stämplades som en kult.
Rörelsens namn härrör från Parks anspråk på att vara ett av de två vittnen eller olivträd som omnämns i Uppenbarelseboken 11. Den fick en flygande start och hade efter några år omkring en miljon medlemmar och 300 lokala församlingar. Anhängarna uppmanades att ge upp sina jordiska ägodelar och skänka dem till rörelsen. Avhoppade medlemmar anklagade Park för bedrägeri och 1959 dömdes han till två och ett halvt års fängelse. Strax efter domen blev det dock regeringsskifte i landet och Park benådades efter att ha avtjänat fem månaders fängelse.
Fortsatta skandaler knutna till Park och hans familj ledde dock till massavhopp från rörelsen. En av dem som lämnade Jondogwan var Man-Hee Lee.